# Michael Weiss (mathématicien)
Pour les articles homonymes, voir Michael Weiss et Weiss.
Michael Weiss est un mathématicien allemand né le 14 décembre 1955 à Berlin.

## Biographie
Weiss étudie à l'Université de Warwick, où il obtient son doctorat en 1982 sous la direction de Brian Sanderson avec une thèse intitulée : An Attack on the Kervaire Invariant Conjecture. Il est ensuite postdoc et assistant au IHÉS en France, puis aux universités de Bielefeld, Édimbourg et Göttingen. À partir de 1999 il travaille à l'université d'Aberdeen où il est nommé professeur en 2003.
En 2012, il est sélectionné pour une chaire Alexander von Humboldt  qu'il occupe depuis avril 2012 à l'institut de mathématiques de l'Université de Münster.

## Travaux
Ses recherches concernent la Topologie algébrique et la Topologie différentielle, essentiellement avec  la chirurgie topologique, la K-théorie algébrique et la  L-Théorie algébrique. Vers 2003, il démontre, dans un article avec Ib Madsen paru en 2007, la conjecture de Mumford, sur la base de travaux d'Ulrike Tillmann. Plus tard, il en donne une preuve simplifiée avec Ib Madsen, Ulrike Tillmann et Søren Galatius.

## Prix et récompenses
En 2006 il est lauréat du Prix Fröhlich de la London Mathematical Society. En 2012, une chaire Alexander von Humboldt lui est attribuée.

## Sélection de publications
- William G. Dwyer, Michael Weiss et Bruce  Williams, « A parametrized index theorem for the algebraic K-theory Euler class », Acta Mathematica, vol. 190, no 1,‎ 2003, p. 1-104 (DOI 10.1007/BF02393236, MR 1982793)
- Ib Madsen et Michael Weiss, « The stable moduli space of Riemann surfaces: Mumford's conjecture », Annals of Mathematics (Second Series), vol. 165, no 3,‎ 2007, p. 843–941 (JSTOR 20160047, MR 2335797, arXiv math/0212321)
- Søren Galatius, Ib Madsen, Ulrike Tillmann et Michael Weiss, « The homotopy type of the cobordism category », Acta Mathematica, vol. 202, no 2,‎ 2009, p. 195-239 (DOI 10.1007/s11511-009-0036-9)